# Eschweilera roraimensis
Eschweilera roraimensis là một loài thực vật linhin thuộc họ Lecythidaceae.
Loài này có ở Brasil và Venezuela.
Chúng hiện đang bị đe dọa vì mất môi trường sống.